# Leucospis sinensis
Leucospis sinensis is een vliesvleugelig insect uit de familie Leucospidae. De wetenschappelijke naam is voor het eerst geldig gepubliceerd in 1862 door Walker.